# Chris Masters
Christopher Todd Mordetzky (Santa Monica (Californië), 8 januari 1983), beter bekend als Chris Masters, is een Amerikaans professioneel worstelaar. Hij was van 2005 tot 2007 en van 2009 tot 2011 bekend in de WWE.

## Loopbaan
Mordetzky begon op 16-jarige leeftijd te trainen voor een worstelcarrière en ging naar Ultimate Pro Wrestling. In 2003 ondertekende hij een opleidingscontract met World Wrestling Entertainment (WWE) en worstelde op Ohio Valley Wrestling (OVW), een WWE-opleidingscentrum. Op 31 maart 2004 won hij met Brent Albright voor de eerste keer het OVW Southern Tag Team Championship en behield de titel tot 30 juni 2004. Later werd hij door de WWE werd opgeroepen voor bepaalde vignetten en hem een bijnaam: "The Masterpiece" gaf vanwege zijn perfecte lichaam.
In 2005 werd hij gepromoveerd tot de WWE-rooster en ging aan de slag op Raw-brand onder de ringnaam "The Masterpiece" Chris Masters. Na zijn debuut daagde Master andere WWE-supersterren uit om van zijn finisher, de "Master Lock", te winnen. Op 11 juni 2007 werd Masters door de WWE Draft naar SmackDown!-brand gestuurd. Op 2 november 2007 werd hij door de WWE 60 dagen geschorst vanwege het gebruik van drugs en verboden middelen. Zes dagen later, op 8 november 2007, werd Masters vrijgegeven van zijn WWE-contract.
Op 20 december 2007 ging dan Mordeztky, als Chris Moore, naar Antonio Inoki's Inoki Genome Federation. Daarna worstelde Mordetzky voor verscheidene onafhankelijke promoties zoals Harley Race' World League Wrestling en won daar één keer het WLW Heavyweight Championship. Van april tot juni 2009 worstelde Mordeztky verscheidene onafhankelijke promoties in Australië en Nieuw-Zeeland.
Op 27 juli 2009 keerde Mordeztky terug naar de WWE op Raw met zijn terugkerende karakter "The Masterpiece" Chris Masters. Op 26 april 2010 werd Masters door de Supplemental Draft naar SmackDown gestuurd, maar een jaar later, op 26 april 2011, werd hij opnieuw door de Supplemental Draft terug naar Raw gestuurd. Op 5 augustus 2011 was zijn WWE-contract afgelopen en werd hij vrijgegeven.

## In worstelen
- Finishers
  - Master Lock (2005-heden)

- Signature moves
  - Clothesline
  - Corner splash
  - Delayed vertical suplex
  - Diving shoulder block
  - Gorilla press slam
  - Inverted atomic drop
  - Jackhammer
  - Knife-edge chop
  - Polish Hammer
  - Powerslam
  - Samoan drop
  - Sidewalk slam
  - Spinebuster
  - Swinging neckbreaker

- Managers
  - Sherri Martel
  - Beth Phoenix
  - Eve Torres

## Prestaties
- Ohio Valley Wrestling
  - OVW Southern Tag Team Championship (1 keer met Brent Albright)

- World League Wrestling
  - WLW Heavyweight Championship (1 keer)